# Verviers
Verviers je grad na istoku Belgije koji leži u dolini rijeke Vesdre na sjevernim obroncima Ardena. Upravno pripada pokrajini Liège u Valonskoj regiji. Verviers je glavni grad istoimenog okruga kojem prpada 29 okolnih općina.
Grad je u prošlosti bio poznat po tekstilnoj industriji. Unatoč gospodarskom razvoju ovaj grad je ostao manje mjesto sve do 17. stoljeća kada su ga biskupski kneževi priznali kao jedan od važnijih gradova (bonnes villes). Za vrijeme pripojenja Liègea Francuskoj 1795. grad gospodarski propada, da bi nakon Napoleonovog poraza i industrijske revolucije ponovno procvao. Grad ponovno postaje važan centar proizvodnje vune, te se ubrzano obnavlja i udvostručuje broj stanovnika.

## Sport
Najvažnije momčadi
- Košarka: RBC Verviers-Pepinster (D1)
- Nogomet: RCS Verviers (D3)
- Stolni tenis: TT Vervia (D1)
- Hokej: Royal Hockey Club Verviers (D3)
- Rukomet: HC Verviers  Arhivirana inačica izvorne stranice od 16. svibnja 2017. (Wayback Machine)

## Zbratimljeni gradovi
- Arles, Francuska
- La Motte-Chalencon, Francuska
- Bradford, Engleska
- Mönchengladbach, Njemačka
- Roubaix, Francuska

## Vanjske poveznice
- Službena stranica

}